# Solda amarela
Solda Amarela são ligas do tipo latão (ligas de e Cu - Cobre e Zn - Zinco), podendo conter pequenas quantidades de outros elementos, principalmente Ag (Prata) e Ni (Níquel).
As proporções de Zn e Cu são variáveis, e os intervalos de fusão das ligas mais usadas situam-se na faixa de aproximadamente 820° a 910°.
A Solda Amarela pode ser usada na união de metais ferrosos (aço, aço inoxidável) e cuprosos (Cobre, bronze, latão). Comercialmente são disponíveis em diversas formas, como fios, barras e varetas.
Pode ser empregada em solda elétrica e a maçarico, apresentado boa resistência mecânica e à corrosão.
Empregada em soldagem geral de componentes mecânicos. Tem também aplicção em material odontológico.
São comumente vistas em consertos de armas, como a colagerm de zarelhos para colocação de bandoleiras e na confecção de peças como massas de mira artesanais e em emendas de pequenas partes de armas, por exemplo no extrator de munições de espingardas cartucheiras e em reparos emergenciais em carregadores de semi-automáticas e automáticas.